# Aloe fosteri
Aloe fosteri é uma espécie de liliopsida do gênero Aloe, pertencente à família Asphodelaceae.